# Kárpáti tarsza
A kárpáti tarsza (Isophya camptoxypha) a fürgeszöcskék családjába tartozó, Közép-Európában honos szöcskefaj.

## Megjelenése
A kárpáti tarsza testhossza a hím esetében 19-22 mm, a nőstény 20-23 mm, ehhez járul még a 8-12 mm-es tojócső. Alapszíne zöld, a hátoldalon két fehér, sárga, lila vagy vörös hosszanti csíkkal; de vannak teljesen zöld példányok is. A hím szárnyai csökevényesek, pikkelyszerűek, zöld-barna színűek; a nőstény teljesen szárnyatlan. A hím cercusai (potrohfüggelékei) elég vastagok, befelé görbülnek és tompán végződnek. A nőstény tojócsöve felfelé ívelő, a végén fogazott.
Éneke magányos syllabusok sorozata, melyet percekig ismételhet (100-200 syllabus/perc). A syllabusok rövidebbek és hangosabbak, mint az erdei tarsza esetében.

### Hasonló fajok
Közeli rokonaival (magyar tarsza, erdei tarsza, szerény tarsza, illír tarsza, pienini tarsza, Stys-tarsza) lehet összetéveszteni.

## Elterjedése
Európában honos a Kárpátok vonulatában (Szlovákia, Kárpátalja, Erdély, Moldva), valamint az ausztriai Elő-Alpokban (Alsó-Ausztria, Stájerország) 200-2000 m közötti magasságban. Magyarországon a nyugat- és dél-dunántúli hegységekben (Mecsek, Villányi-hegység, Zselic, Kőszegi-hegység, Vendvidék) vannak kis, szigetszerű populációi. 

## Életmódja
Változatos vegetációjú, közepesen nedves rétek, erdőszélek, erdei tisztások, patakparti magaskórósok lakója. Általában a magasabb gyepszintben, alacsony bokrokon fordul elő. Növényevő, kétszikű növények leveleivel táplálkozik. Röpképtelen, gyengén ugró faj, ellenségeitől a háttérbe olvadó zöld színe védi. 
Kifejlett példányaival nyár elején-közepén (május vége-július) lehet találkozni. A nőstény 1-2 cm mélyen a talajba rakja petéit, amelyek áttelelnek. A lárvák igen korán, március-áprilisban kikelnek és május végére, június elejére fejlődnek imágóvá, amelyek a szaporodás után hamarosan elpusztulnak. 
Magyarországon védett, természetvédelmi értéke 10 000 Ft.
- Ciripelő kárpáti tarsza